# Wijnjeterpverlaat (sluis)
Wijnjeterpverlaat is een sluis in de Opsterlandse Compagnonsvaart in de buurtschap Wijnjeterpverlaat, bij Wijnjewoude. Het verval is 1.17 meter. De sluis wordt nog volledig met de hand bediend.
De sluis werd in 1785 gebouwd, volledig van hout. In 1803 werd hij al vervangen door een stenen exemplaar. De sluis werd in 1891 totaal vernieuwd.
Beneden de sluis ligt een fietsbrug die met de hand gedraaid moet worden. 150 meter verderop ligt een elektrisch bedienbare brug voor het wegverkeer.
Damsluis · 
Bovenstverlaat · 
Stokersverlaat · 
Fochteloërverlaat · 
Nanningaverlaat · 
Wijnjeterpverlaat · 
Hemrikerverlaat ·
Vosseburenverlaat · 
Gorredijk